# پامچال چینی
پامچال چینی (نام علمی: Primula sinensis) نام یک گونه از سرده پامچال است.